# WHITE ASH
WHITE ASH（ホワイト・アッシュ）は、2006年から2017年まで活動した日本の4人組ロックバンドである。アミューズに所属していた。

## 概要
2006年1月結成。元々はアークティック・モンキーズのコピーバンドとして大学の軽音部内で結成されたバンドだった。
バンド名はthe pillowsの楽曲名「White Ash」（アルバム『RUNNERS HIGH』収録）から付けられており、ライブの登場SEも同曲を使用している。
楽曲の歌詞については語感を重視しており、意味を持たない楽曲がほとんどだが、純粋な日本語詞で綴られた楽曲も存在する。

## メンバー
- のび太 - ボーカル・ギター
  - バンド結成以前から「のび太」と呼ばれていた[7]。自称「永遠の小学5年生」[8]。
  - バンド解散後の2017年6月からTHE LITTLE BLACKのメンバーとして活動中。
- 山さん - ギター

- 彩 - ベース
  - バンド解散後のび太と共にTHE LITTLE BLACKのメンバーとして活動中。
- 剛 - ドラム

## 来歴

### 結成〜メジャーデビュー
2006年1月に大学の軽音部内で結成。メンバー全員が大学に入学するまでは楽器の演奏を経験したことがなかった。結成から2年間はコピー・バンドとして活動する。その間は先述のアークティック・モンキーズだけでなく、ザ・サブウェイズやブロック・パーティ、マンドゥ・ディアオのコピーも行っていた。次第にオリジナル曲の製作意欲が芽生えてゆき、楽曲製作を行うようになった。2009年に行われたロッキング・オンの音楽情報サイト「RO69」のアマチュア・アーティスト・コンテスト「RO69JACK」へエントリーするも、2次選考で落選。その翌年に「RO69JACK 2010」へ再度エントリーを申し込んだ結果、優勝を果たす。優勝バンドの特典として同年8月の「ROCK IN JAPAN FESTIVAL 2010」に出演した。出演から1ヶ月後には1stミニアルバム『On The Other Hand, The Russia Is...』をリリースした。
2011年7月6日に2ndミニアルバム『WALTZ WITH VALKYRIE』をリリースし、タワーレコードのレコメンドアイテム“タワレコメン”に選出される。また、同作品のリード曲である「Thunderous」のプロモーションビデオが、スペースシャワーTVのローテーション“it!”に選ばれた。さらに「SUMMER SONIC 2011」への出演権を賭けたオーディション企画「出れんの!?サマソニ!?」では、審査員賞からいしわたり淳治賞・大谷ノブ彦賞・Be.佐藤健治賞を受賞し、「SUMMER SONIC 2011」に出演した。同年11月には生産限定の1stシングル『Paranoia』を発売し、わずか1週間で売り切れとなった。年末には「COUNTDOWN JAPAN 11/12」（最終日：12月31日）に出演し、入場規制がかけられる程の盛り上がりを見せた。その翌年1月には初のワンマンライブ「Watch Over Me Demon」をShibuya O-WESTにて行った。同年2月には2ndシングル『Kiddie』がリリースされた。同作品は各地FM局のパワープレイに選ばれ、オリコンインディーズチャート1位を獲得し、東名阪リリースツアーのチケットを即完させた。同年7月には1stフルアルバム『Quit or Quiet』を発表。同作品は「第5回CDショップ大賞2013」においてニューブラッド賞を受賞した。同年10月からはライブツアー「One Man Tour "Skip Under Night, Elsie!"」を行った。11月21日に恵比寿リキッドルームで行われた同ツアーの最終公演では、アニメ『ドラえもん』の声優を務める水田わさびが開演前のアナウンスとして参加していた。
2013年5月22日、4thシングル『Velocity』のリリースに伴い、VAPよりメジャーデビューを果たした。同年8月21日に5thシングル『Crowds』をリリースした。表題曲「Crowds」はアニメ『ガッチャマン クラウズ』のオープニング曲であり、その縁から、同作品にメンバーののび太が声優として参加した。同年10月にはJ-WAVEのラジオ番組『THE KINGS PLACE』の火曜ナビゲーターに就任し、2014年9月まで務めた。同年12月11日には2ndフルアルバム『Ciao,Fake Kings』を発表した。同作品はメジャーデビュー後に初めてリリースされたアルバムである。このアルバムはメンバーの意向により、1stフルアルバム発表後から今作品に至るまでに発表されたシングルに収録されている楽曲は一切収録されていない。また、同アルバムに収録されている楽曲の一部は、プロデューサーに蔦谷好位置を迎えてレコーディングが行われた。また、同作品は「第6回CDショップ大賞2014」の第二次ノミネート作品に選出された。

### メジャーデビュー後
2014年5月31日、SHIBUYA-AXの最終営業日に同会場でライブを行った（同日に共演者として9mm Parabellum Bullet、the pillowsも出演した）。同年8月には「SUMMER SONIC 2014」に出演。WHITE ASH自身の結成のきっかけとなったアークティック・モンキーズと同日の出演となった。同年9月に発表された6thシングル『Hopes Bright』は東京モード学園のCMソングに起用された。
2015年3月4日に3rdフルアルバム『THE DARK BLACK GROOVE』を発表した。このアルバムに収録されている楽曲は全て4分未満であり、大半の楽曲のBPMが130以下となっている。このアルバムについてメンバーは「グルーヴを重視したアルバム」と評している。同時期にタワーレコードの意見広告「NO MUSIC, NO LIFE」ポスターに起用された。同年3月31日には所属事務所であったマネジメント・ピンクムーンとの契約が満了し、翌日からアミューズに所属となった。
2016年3月16日に4thフルアルバム『SPADE 3』を発表した。前作は大きい会場での演奏をイメージして製作を作られたが、今作ではライブハウスでの演奏を意識して製作を行った。今作のレコーディングではレッドブル・スタジオ東京のサポートを受けて行われたため、4月2日にはレッドブル・スタジオ東京にてスタジオ・ライブを行った。また、同アルバムの発売を記念した特設サイトには、作品を試聴した浅井健一と[Jean-Ken-Johnny（MAN WITH A MISSION）からコメントが寄せられた。
同年5月にはライブツアー「One Man Tour 2016 "Emperors And Dumbasses"」を行った。ツアーファイナルとなった赤坂BLITZでの公演は、後に1st LIVE DVD『Emperors And Dumbasses –One Man Tour 2016 Final At AKASAKA BLITZ-』に収録された。さらにツアー終了から1ヶ月後に約5年ぶりとなるミニアルバム『Quest』を発表した。収録曲はすべてゲームアプリ「モンスターストライク」をWebアニメ化した「モンストアニメ」のタイアップ曲か、ゲーム大会「モンストグランプリ2016 チャンピオンシップ」のイメージソングとなっている。

### 解散
2016年11月には年内二度目となるライブツアー「One Man Tour 2016"Sympathy For The Monster"」が行われた。しかし、ツアーファイナルとなった12月11日からわずか11日後、翌年3月末をもって解散する旨が発表された。なお、ラストライブは行わないことが発表されたため、WHITE ASHの最後のライブは2017年1月17日に松山 W Studio REDで行われた「SAY GO vol.4」となった。その際の共演者としてHAWAIIAN6とLONGMANが出演していた。

## ディスコグラフィー

### 自主制作シングル
1. WHy So SErIouS?（2009年6月15日）

### アルバム
BEST ALBUM
『LOVE』
2017年3月29日(水)
￥3,000＋tax / VPCC-81900 / 2枚組
DISC 1：
1. Stealth(新曲)
2. Ray(2nd Mini Al)
3. Thunderous(2nd Mini Al)
4. Crowds(5th Sg)
5. Ledger(7th Sg、4th Al)
6. Night Song(3rd Al)
7. Casablanca(2nd Al)
8. Number Ninety Nine(2nd Al)
9. Insight(7th Sg、4th Al)
10. Kiddie(2nd Sg、1st Al)
11. Hello, Afternoon(1st Mini Al)
12. Velocity(4th Sg)

DISC 2：
1. Aurora(7th Sg)
2. Hopes Bright(6th Sg、3rd Al)
3. The Phantom Pain(7th Sg、4th Al)
4. New Wave Surf Rider(2nd Sg)
5. Blaze(4th Al)
6. Would You Be My Valentine?(3rd Sg)
7. Xmas Present For My Sweetheart(2nd Al)
8. Orpheus(3rd Al)
9. Paranoia(1st Sg、1st Al)
10. Monster(3rd Mini Al)
11. Jails(1st Al)
12. Stranger(1st Mini Al)

## ミュージックビデオ
- 「Stranger」/1st Mini Album 収録

監督：林 徹太郎
- 「Thunderous」/2nd Mini Album収録

監督：荒井 英明
- 「Paranoia」/1st Single収録

監督：加藤 マニ
- 「Kiddie」/2nd Single 収録

監督：加藤マニ
- 「Jails」/1st Full Album 収録

監督：林 徹太郎
- 「Would You Be My Valentine?」/ 3rd Single 収録

監督：渡邉 直
- 「Velocity」/4th Single 収録

監督：番場秀一
- 「Crowds」/5th Single 収録

監督：番場秀一
- 「Casablanca」

監督：番場秀一
- 「Hopes Bright」/6th Single 収録

監督：フカツマサカズ

## 主なライブ

### ワンマンライブ・主催イベント
- 2011年8月25日〜31日 - 『WALTZ WITH VALKYRIE』レコ発東名阪ツアー "In The Black Box"
- 2012年1月19日 - WHITE ASH One Man Live "Watch Over Me Demon"
- 2012年10月20日〜11月21日 - WHITE ASH One Man Tour "Skip Under Night, Elsie!"
- 2013年04月03日〜10日 - WHITE ASH One Man Tour "Honey Shower"
- 2013年05月30日〜07月12日 - WHITE ASH One Man Tour "The Grapefruits In Monaural"
- 2013年07月15日 - WHITE ASH presents "HATTRIX"
- 2013年09月15日 - Five Years with WHITE ASH
- 2014年02月08日〜03月15日 - WHITE ASH One Man Tour "Lilium"
- 2014年07月19日 - メジャー移籍1周年記念ワンマンライブ『N.1』
- 2014年11月01日・03日 - WHITE ASH One Man Live "Cycle"
- 2015年04月04日〜17日 - WHITE ASH One Man Tour 2015 "DARK EXHIBITION"
- 2015年05月19日〜22日 - One Man Tour 2015 "DARK EXHIBITION" -back to basics-
- 2015年09月25日〜10月25日 - One Man Tour 2015 " Put A Smile On Your Face!"
- 2015年12月06日・13日 - WHITE ASHチャリティライブ "Cycle"
- 2016年04月02日 - WHITE ASH SPECIAL Premium Live at Red Bull Studios Tokyo
- 2016年05月14日〜07月10日 - WHITE ASH One Man Tour 2016 "Emperors and Dumbasses"
- 2016年11月04日〜12月09日 - WHITE ASH One Man Tour 2016 "Sympathy For The Monster"

### 出演イベント
- 2010年08月08日 - ROCK IN JAPAN FESTIVAL 2010
- 2010年12月31日 - LIVE DI:GA JUDGEMENT 2010
- 2011年05月08日 - RO69JACK presents JUMPIN' JACK FLASH
- 2011年06月04日 - onion night! Lv.18 〜3rd Anniversary〜 第二部
- 2011年06月05日 - SAKAE SP-RING 2011
- 2011年07月14日 - スペースシャワー列伝 第85巻 〜三面鏡(さんめんきょう)の宴〜
- 2011年08月13日 - SUMMER SONIC 2011
- 2011年09月21日 - クリープハイプ『待ちくたびれてクリープハイプがくる』ツアー
- 2011年10月15日 - MINAMI WHEEL 2011
- 2011年10月16日 - 第45回新潟大学医学祭「つながり〜誰かのための医学祭〜」
- 2011年10月20日 - DaisyBar Autumn Fes2011〜RAW LIVE2011〜
- 2011年10月23日 - 音龍門 presents LIVE DRAGON GATE #002
- 2011年11月04日 - REBELUTION KARANO -REBEL4ACTION!!-
- 2011年11月05日 - 大阪市立大学 “第61回銀杏祭 GINNAN ROCK FESTIVAL '11”
- 2011年11月06日 - VARIT & GREENS presents BIG MOUSE ROCK COLLECTION
- 2011年11月16日 - Jeepta「フォロー・ザ・リーダー」TOUR
- 2011年11月29日 - タワレコメン vol.1
- 2011年12月31日 - COUNTDOWN JAPAN 11/12
- 2012年03月24日・25日 - WHITE ASH X 0.8秒と衝撃。 split tour "2012年の双めがね"
- 2012年04月21日 - road to MONSTER baSH
- 2012年04月22日 - music Moove present MbS ROCKS
- 2012年04月30日 - Niigata Rainbow ROCK Market
- 2012年05月05日 - COMIN'KOBE12
- 2012年05月06日 - J LIVE 2012 [ON FIRE] -Special 3Nights Circuit-
- 2012年05月12日 - FM NORTH WAVE & WESS presents IMPACT!II(Powered By Radio WE!)
- 2012年05月26日 - ROCKS TOKYO 2012
- 2012年06月02日 - RUSH BALL★R
- 2012年06月03日 - SAKAE SP-RING 2012
- 2012年06月23日 - ちょうふ音楽祭2012 LIVE PLUS+
- 2012年07月02日 - スペシャルタワレコメン
- 2012年07月08日 - AFOC presents VS tour "(LOVE IS LIKE A) SUMMERTIME BLUES The Circuit"
- 2012年07月12日 - GLICO LIVE "NEXT"
- 2012年07月18日 - The SALOVERS〜VS企画〜LOVER MATCHシリーズ Vol.4
- 2012年08月05日 - ROCK IN JAPAN FESTIVAL 2012
- 2012年08月19日 - SUMMER SONIC 2012
- 2012年08月25日 - 音楽と髭達 2012 -rainbow-
- 2012年09月01日 - TREASURE05X 2012 〜dancing colorz〜
- 2012年09月02日 - RUSH BALL 2012
- 2012年09月16日 - イナズマロックフェス 2012
- 2012年10月12日・14日 - MINAMI WHEEL 2012
- 2012年12月06日・08日・09日 - Fear, and Loathing in Las Vegas "All That We Have Now" Release Tour
- 2012年12月26日 - THROUGHtheTREASURE 2012 -Countdown to 10th Anniversary-
- 2012年12月29日 - FM802 ROCK FESTIVAL RADIO CRAZY 2012
- 2012年12月30日 - COUNTDOWN JAPAN 12/13
- 2012年12月31日 - LIVE DI:GA JUDGEMENT 2012
- 2012年12月31日 - Livemasters Inc. 1st Anniversary COUNTDOWN "GT2013"
- 2013年02月09日 - FACTORY LIVE 0209
- 2013年02月21日〜03月09日 - スペースシャワー列伝 JAPAN TOUR 2013
- 2013年03月17日 - MUSIC CUBE 13
- 2013年03月20日 - SANUKI ROCK COLOSSEUM
- 2013年04月20日 - BRAHMAN Tour 相克
- 2013年04月23日・24日・26日 - MAN WITH A MISSION TOUR 2013 〜あなたの街に19ヨツアー 完全版〜
- 2013年04月28日 - ARABAKI ROCK FEST.13
- 2013年05月26日 - TOKYO METROPOLITAN ROCK FESTIVAL 2013
- 2013年07月05日 - サイトウヒロシ50周年 イノチガケ的大感謝祭 真夏のVSシリーズ
- 2013年07月13日 - LIVE FACTORY 2013
- 2013年07月17日 - SiM EViLS TOUR 2013
- 2013年07月30日 - ツタロック
- 2013年08月03日 - ROCK IN JAPAN FESTIVAL 2013
- 2013年08月11日 - SUMMER SONIC 2013
- 2013年08月17日 - RISING SUN ROCK FESTIVAL 2013 in EZO
- 2013年08月25日 - MONSTER baSH 2013
- 2013年08月31日 - TREASURE05X 2013 10th Anniversary 〜sweet 10 treasures〜
- 2013年09月01日 - SPACE SHOWER SWEET LOVE SHOWER 2013
- 2013年09月22日 - テレビ朝日ドリームフェスティバル 2013
- 2013年10月02日 - LIVE OCT vol.2
- 2013年10月05日 - MEGA☆ROCKS 2013
- 2013年10月26日 - BOROFESTA 2013
- 2013年11月10日 - POLYSICS対バンツアー2013 帰ってきたULTRA FIGHT OR DIE!!!〜Everybody Say のびス!!!〜
- 2013年11月14日,29日,12月1日 - a flood of circle「Tour I'M FREE “AFOCの47都道府県制覇！形ないものを爆破しにいくツアー”」
- 2013年11月20日 - SiM PANDORA TOUR 2013-2014
- 2014年04月05日 - J-WAVE "THE KINGS PLACE" LIVE vol.5
- 2014年05月17日 - 夢チカLIVE SP in Zepp Sapporo
- 2014年05月24日 - TOKYO METROPOLITAN ROCK FESTIVAL 2014
- 2014年05月31日 - MUSIC MONSTERS SPECIAL 2014 〜SAYONARA-AX〜
- 2014年07月03日 - NippoN RockS
- 2014年07月13日 - the pillows 25th Anniversary NEVER ENDING STORY "ROCK AND SYMPATHY TOUR"
- 2014年07月26日 - OGA NAMAHAGE ROCK FESTIVAL Vol.5
- 2014年08月10日 - SUMMER STATION 音楽ライブ
- 2014年08月16日 - SUMMER SONIC 2014
- 2014年09月07日 - TREASURE05X 2014 〜galaxy of liberty〜
- 2014年09月30日 - スペースシャワー列伝 100巻記念公演 第101巻 紅白玉入れの宴
- 2014年10月30日 - Dinosaur Pile-Up VS JAPANTOUR 2014
- 2014年11月23日 - LITHIUM ROCK FESTIVAL 2014
- 2014年11月30日 - JAPAN'S NEXT vol.5
- 2014年12月12日 - Boo Xmas 2014
- 2014年12月28日 - COUNTDOWN JAPAN 14/15
- 2014年12月30日 - LIVE DI:GA JUDGEMENT2014
- 2015年03月10日 - ツタロック・フェス2015
- 2015年05月05日 - JAPAN JAM BEACH 2015
- 2015年05月10日 - Rockin' Radio!-OSAKAJOH YAON-
- 2015年06月07日 - J-WAVE TOKYO REAL-EYES "LIVE SUPERNOVA 野音DX"
- 2015年06月13日 - LIVEHOLIC presents GRAND OPENING SERIES vol.5
- 2015年06月20日・21日 - ONE OK ROCK 2015 "35xxxv" JAPAN TOUR
- 2015年06月28日 - OTOSATA Rock Festival 2015
- 2015年07月19日 - Amuse Fes 2015 BBQ inつま恋 〜僕らのビートを喰らえコラ!〜
- 2015年07月20日 - ツタロック×Kenji Furuya Presents「Dances With Wolves」
- 2015年08月08日 - ROCK IN JAPAN FESTIVAL 2015
- 2015年08月10日 - めざましライブ 2015
- 2015年08月14日 - RISING SUN ROCK FESTIVAL 2015 in EZO
- 2015年08月15日 - SUMMER SONIC 2015
- 2015年08月30日 - RUSH BALL 2015
- 2015年09月10日 - グッドモーニングアメリカ「凌ぎ合うツアー2015」
- 2015年09月13日 - JUNK BOX公開録画 vol7
- 2015年09月27日 - 風とロック芋煮会2015 KAZETOROCK IMONY LAND
- 2015年10月10日 - MINAMI WHEEL 2015 EXTRA EDITION
- 2015年10月11日 - MINAMI WHEEL 2015
- 2015年10月15日 - 新宿ANTIKNOCK 30th Anniversary Special Event「生田祭り」
- 2015年10月18日 - ROCK BANDOH FESTIVAL 2015
- 2015年10月31日 - 日本大学商学部 第45回 砧祭「Kinuta Fes Presents KINU ROCK '15"新しい音楽をきく"」
- 2015年12月20日 - MERRY ROCK PARADE 2015
- 2015年12月31日 - LIVE DI:GA JUDGEMENT 2015
- 2015年12月31日 - COUNTDOWN JAPAN 15/16
- 2016年02月21日 - THE ORAL CIGARETTES 唇ツーマン TOUR 2016 〜復活・激突・BKW!!の巻〜
- 2016年03月12日 - ROXYPARTY vol.4
- 2016年03月20日 - MUSIC CUBE 16
- 2016年03月21日 - MbS×I ♡ RADIO 786「SANUKI ROCK COLOSSEUM」 〜BUSTA CUP 7th round〜
- 2016年04月09日 - TOWER RECORDS PRESENTS「『SPADE 3』発売スペシャルライブ」
- 2016年04月29日 - そうだ!LOTSへ行こう!!
- 2016年08月06日 - ROCK IN JAPAN FESTIVAL 2016
- 2016年08月13日 - Doors ＃1
- 2016年08月21日 - SUMMER SONIC 2016
- 2016年09月07日 - SHINJUKU LOFT 40TH ANNIVERSARY「40YEARS×40LIVES」LIVE CRUX NITE
- 2016年09月18日 - 風とロック芋煮会 2016 KAZETOROCK IMONY WORLD
- 2016年09月25日 - 「XFLAG PARK2016」WHITE ASH SPECIAL LIVE 〜Shout of Monster〜
- 2016年10月26日 - 13th TOKYO INTERNATIONAL MUSIC MARKET LIVE
- 2016年10月28日 - LIVE OCT vol.4
- 2016年11月19日 - 04 Limited Sazabys「eureka tour 2016」
- 2016年11月20日 - 04 Limited Sazabys 「eureka tour 2016」
- 2016年12月24日 - MERRY ROCK PARADE 2016
- 2016年12月28日 - COUNTDOWN JAPAN 16/17
- 2017年01月17日 - SAY GO vol.4

### インタビュー
- Rooftop(2013年12月)
- JUNGLELIFE(2013年12月)
- ナタリー(2013年12月)
- Skream!(2013年12月)
- ぴあ(2014年1月)
- WHAT's IN? WEB(2014年9月)